# Stolberg (Harz)

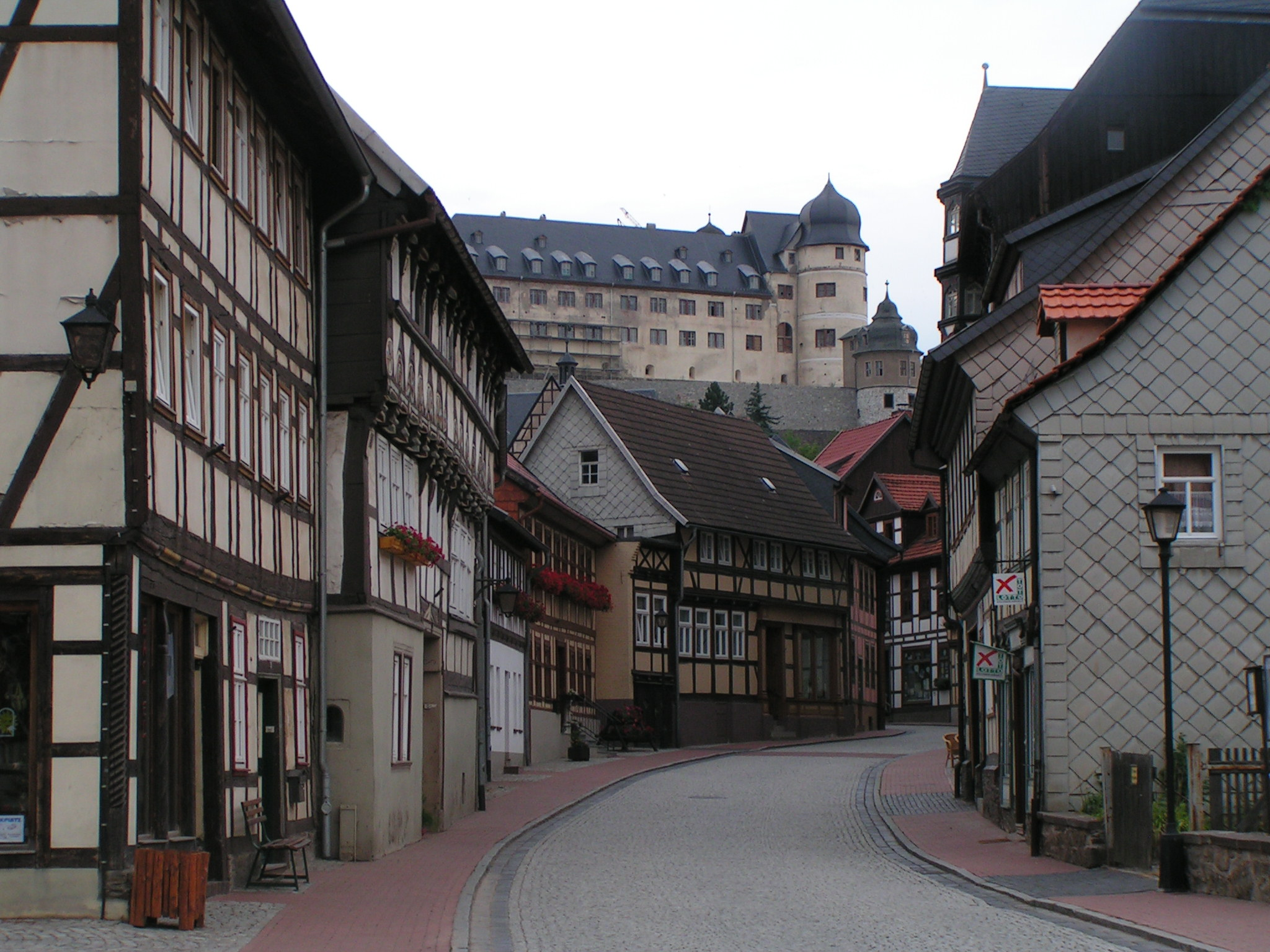
Stradă din oraşul vechi şi castelul

Stolberg (Harz) este un oraș din landul Saxonia-Anhalt, Germania.